# Alejandro Trujillo
Alejandro Magno Trujillo Obreke (Estación Central, 26 de marzo de 1952-Santiago, 6 de enero de 2020) fue un futbolista profesional chileno que jugó en la década de 1970 principalmente como delantero en Unión Española, O'Higgins, Unión Española y Audax Italiano. También fue internacional en tres ocasiones con la Selección de Chile. En 1999, los fanáticos de O'Higgins lo votaron como parte del Equipo del Siglo.
Apodado El Turco por su apariencia, falleció el 6 de enero de 2020 a la edad de 67 años.

## Trayectoria

### Primeros años
Creció jugando fútbol en las calles de los barrios de Estación Central. Eventualmente, se unió a las categorías inferiores de la Universidad Católica, pasando un corto tiempo con ellos antes de unirse a las divisiones inferiores de Unión Española cuando se mudó a Conchalí con su familia.

### Carrera profesional
Realizó su debut profesional con Unión Española en 1970, a la edad de 17 años. Luego de desacuerdos con el entrenador Néstor Isella sobre su madurez, los cuales resultaron la suplencia de Trujillo, fue traspasado a O'Higgins en 1973, donde tuvo un impacto inmediato.  En su primera temporada con el equipo, anotó 16 goles, terminando como el quinto máximo goleador de la liga mientras que O'Higgins terminó en cuarto lugar.  Al año siguiente, anotó 14 goles en liga (y 24 en todas las competiciones), consolidándose como uno de los delanteros jóvenes más talentosos del país.
Luego regresó a Unión Española en 1975 , ganando el campeonato de Primera División. También terminaron como subcampeones en la Copa Libertadores 1975 . Anotó siete goles en el torneo, incluido el gol del empate contra Universitario en la segunda ronda que clasificó a su equipo a la final, donde perdió ante el campeón argentino Independiente.

## Selección nacional
Debutó internacionalmente con la selección chilena durante una derrota por 2-0 en un amistoso ante México en Santiago el 16 de agosto de 1972. Hizo dos apariciones más con Chile durante la Copa Carlos Dittborn de 1974, nombre con que se bautizó a la serie de partidos ida y vuelta entre Chile y Argentina que se jugó en las décadas de 1960 y 1970.

#### Partidos internacionales
| 1     | 16 de agosto de 1972    | Estadio Nacional, Santiago, Chile           | Chile      | 0-2 | México    |   |  | Rudi Gutendorf | Amistoso                  |
| 2     | 6 de noviembre de 1974  | Estadio Nacional, Santiago, Chile           | Chile      | 0-2 | Argentina |   |  | Pedro Morales  | Copa Carlos Dittborn 1974 |
| 3     | 20 de noviembre de 1974 | Estadio Monumental, Buenos Aires, Argentina | Argentina  | 1-1 | Chile     |   |  | Pedro Morales  | Copa Carlos Dittborn 1974 |
| Total | Total                   | Total                                       | Presencias | 3   | Goles     | 0 |  |                |                           |

| Selección chilena | Selección chilena | Selección chilena |
| Año               | Partidos          | Goles             |
| ----------------- | ----------------- | ----------------- |
| 1972              | 1                 | 0                 |
| 1974              | 2                 | 0                 |
| Total             | 3                 | 0                 |

## Clubes
| Club           | País  | Año       |
| -------------- | ----- | --------- |
| Unión Española | Chile | 1970-1972 |
| O'Higgins      | Chile | 1973-1974 |
| Unión Española | Chile | 1975-1976 |
| Audax Italiano | Chile | 1977-1978 |

## Palmarés

### Campeonatos nacionales
| Título           | Club           | País  | Año  |
| ---------------- | -------------- | ----- | ---- |
| Primera División | Unión Española | Chile | 1975 |

## Enlaces Enternos
- Perfil en National Football Teams.
- Perfil en World Football net.

- Datos: Q84065121